# Шинкаренко, Татьяна Владимировна
Татьяна Владимировна Шинкаренко (укр. Тетяна Володимирівна Шинкаренко, родилась 26 октября 1978 года в Черновцах) — украинская гандболистка, бронзовый призёр летних Олимпийских игр 2004 года. Заслуженный мастер спорта Украины.

## Биография
Татьяна играла за клубы «Галичанка» (Львов), «Мотор» (Запорожье), «Акватикум» (Венгрия) и «Хипобанк» (Вена, Австрия). По пять раз выигрывала титул чемпионки Австрии и Украины, в 2001 году завоевала Кубок обладателей кубков, в 2005 году выиграла Европейскую суперлигу. В 2011 году стала лучшим легионером и лучшей разыгрывающей чемпионата Австрии.
Татьяна сыграла более 100 матчей за сборную Украины, завоевала бронзовую олимпийскую медаль в составе украинской сборной в Афинах в 2004 году.

## Достижения

### Клубные
- Чемпионка Украины: 1997, 1998, 1999, 2001, 2002
- Чемпионка Австрии: 2003, 2004, 2005, 2006, 2007
- Обладательница Кубка Австрии: 2003, 2004, 2005, 2006, 2007
- Победительница Суперлиги Европы: 2005
- Победительница Кубка обладателей кубков: 2001

### В сборной
- Бронзовый призёр Олимпийских игр 2004 года

## Государственные награды
Награждена орденом княгини Ольги III степени, почётным знаком «За заслуги» от Верховной Рады Украины, Серебряной медалью «За заслуги в развитии спорта в Нижней Австрии».

## Личная жизнь
Проживает в Австрии. Замужем с 1998 года (супруг — программист), воспитывает двоих детей (старший сын — Александр). Со своим отцом не виделась никогда.